# Чапаєвська сільська рада (Верхньодвінський район)
56°0′55.6″ пн. ш. 28°12′27.1″ сх. д. / 56.015444° пн. ш. 28.207528° сх. д.
Чапа́євська сільська́ ра́да (біл. Чапа́еўскі сельсавет) — колишня адміністративно-територіальна одиниця у складі Верхньодвінського району, Вітебської області Білорусі. Адміністративний центр сільської ради — селище Чапаєвське.

## Розташування
Чапаєвська сільська рада розташована у крайній північній частині Білорусі, на півночі Вітебської області, на північний захід від обласного центру Вітебськ та північ — північний схід від районного центру Верхньодвінськ.
Найбільші річки, які протікають територією сільради, із півночі на південь — Свольна (99 км), права притока Дриси (басейн Західної Двіни) та Ужиця (48 км) права притока Західної Двіни. Сільська рада розташована у так званому «Білоруському Поозер'ї». Найбільше озеро, яке частково розташоване на її території — Освейське (47,95 км²). Також тут розташовані відносно великі, як для Білорусі, озера Лісно (15,71 км²) та Біле (5,52 км²).

## Історія
20 серпня 1924 року була створена Киселевська сільська рада у складі Освейського району Полоцької округи (БРСР) і знаходилась там до 26 липня 1930 року. В 1930 році округа була ліквідована і рада у складі Освейського району перейшла у пряме підпорядкування БРСР. З 1935 по 1938 роки входила до складу утвореного Полоцького прикордонного округу. З 20 лютого 1938 року, після ліквідації Полоцького округу і утворення Вітебської області (15 січня 1938), разом із Освейським районом, увійшла до її складу. З 20 вересня 1944 по 8 січня 1954 років перебувала у складі Полоцької області.
8 серпня 1959 року Освейський район був ліквідований, а сільрада приєднана до Дрисенського району. 14 вересня 1962 сільська рада була перейменована у Чапаєвську. 25 грудня 1962 року у зв'язку з перейменуванням міста Дриса у Верхньодвінськ, район також був перейменований у Верхньодвінський.

## Склад сільської ради
До складу Чапаєвської сільської ради входить 27 населених пунктів:
| - Чапаєвське — селище. - Буди — село. - Велике Село — село. - Волеси — село. - Гавриліне — село. - Городиловичі — село. - Денисенки — село. - Доброплеси — село. - Діброви — село. | - Залуччя — село. - Ігналіна — село. - Ізубриця — село. - Кобилинці — село. - Кострове — село. - Красове — село. - Лісне — село. - Любасне — село. - Малашкове — село. | - Миленки — село. - Освейця — село. - Потіне — село. - Прошки — село. - Рагелеве — село. - Страдне — село. - Суколи — село. - Церковне — село. - Чорнооки — село. |